# Piotr Kolberg

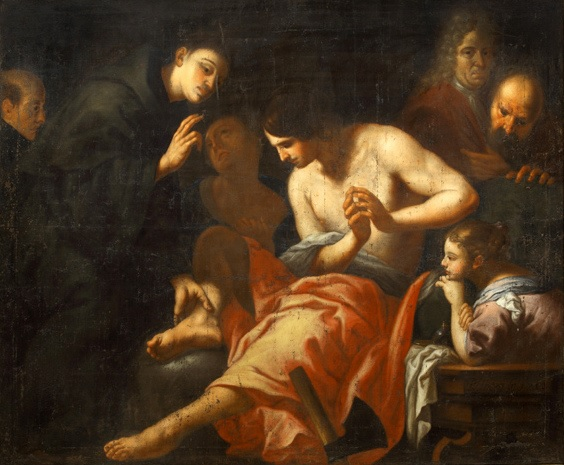
Św. Antoni uzdrawiający chorego (Cud św. Antoniego) z autoportretem malarza

Piotr Kolberg (ur. ok. 1665 w Dobrym Mieście, zm. 23 lutego 1730 w Bornitach k. Pieniężna) – malarz, burmistrz Pieniężna.
Piotr Kolberg był synem Jakuba, który na Warmii był znanym malarzem. Piotr początkowo malarstwa uczył się u ojca, a później dzięki mecenatowi biskupa warmińskiego Jana Zbąskiego studiował we Włoszech i Niderlandach.
Piotr Kolberg pełnił funkcje publiczne na Warmii. Był rajcą w Dobrym Mieście, a później burmistrzem w Pieniężnie.

## Prace
Obrazy Kolberga prezentują styl barokowy, widoczne są w nich wpływy włoskie i niderlandzkie. Kopiował też on dzieła mistrzów włoskich i niderlandzkich m.in.: Veronesego i Rubensa.
Znane obrazy Piotra Kolberga:
- w dobromiejskiej bazylice kolegiackiej
  - Pokłon trzech Króli
- w katedrze fromborskiej

Obrazy z 1710 r. w ołtarzu św. Mateusza:
- - Mistyczne zaślubiny św. Katarzyny Sieneńskiej
  - NP Maryi z Dzieciątkiem oraz św. Janem Chrzcicielem
  - Św. Jan Chrzciciel
  - Obraz w ołtarzu św. Rozalii – Św. Rozalia
- w Henrykowie
  - Św. Antoni uzdrawiający chorego z autoportretem malarza.
- w Krośnie – kilka obrazów ołtarzowych.
  - Spotkanie Matki Boskiej ze św. Józefem – ołtarz główny, górna kondygnacja.
  - Święta Rodzina – ołtarz boczny na ścianie północnej, pierwszy od prezbiterium.
  - Święty Franciszek adorujący Matkę Boską – drugi ołtarz boczny na ścianie północnej.
  - Stygmatyzacja św. Franciszka – drugi ołtarz boczny na ścianie północnej, druga kondygnacja ołtarza.
  - Objawienie się Matki Boskiej z Dzieciątkiem św. Antoniemu – pierwszy ołtarz boczny na ścianie południowej od strony prezbiterium.
  - Matka Boska ze św. Anną i św. Joachimem – druga kondygnacja pierwszego ołtarza bocznego na ścianie południowej.
  - NPMaryja Niepokalanie Poczęta i św. Anna Samotrzeć – drugi ołtarz boczny na ścianie południowej.
- w Plutach
  - Ostatnia Wieczerza (1702) – obraz w lewym bocznym ołtarzu.
- w  Świętej Lipce
  - Obrazy w górnych kondygnacjach ołtarza głównego przypisywane Kolbergowi: Nawiedzenie NMP i Wniebowzięcie NMP.
  - Obraz św. Ksawerego w ołtarzu bocznym w zakończeniu nawy południowej bazyliki świętolipskiej. Przez tego samego autora najprawdopodobniej (chociaż brak sygnatury Kolberga) namalowany jest obraz św. Ignacego znajdujący się w ołtarzu bocznym w zakończeniu nawy północnej.
  - Obrazy zdobiące ambonę – czternaście obrazów przedstawiających sceny ze Starego Testamentu. Na drzwiach ambony autoportret Kolberga, w peruce z trzema pędzlami w ręce, Kolberg wśród postaci słuchających Jana Chrzciciela.